# Hessischer Bruderkrieg
Der Hessische Bruderkrieg von 1469 war der Höhepunkt der Erbstreitigkeiten zwischen den beiden ältesten Söhnen des 1458 verstorbenen hessischen Landgrafen Ludwig I., den Landgrafen Ludwig II. (* 1438; † 1471) und Heinrich III. (* 1440; † 1483).
Als Ludwig I. am 17. Januar 1458 starb, hinterließ er keine verbindliche Erbregelung, hatte allerdings zuvor seinen beiden erstgeborenen Söhnen nahegelegt, ihr Erbe brüderlich zu teilen, wobei Niederhessen an Ludwig und Oberhessen an Heinrich gehen sollte.  Die Brüder einigten sich 1460 grundsätzlich dahingehend, dass Ludwig Niederhessen und das Werragebiet mit Eschwege und Sontra erhielt, während Heinrich Oberhessen und die ehemalige Grafschaft Ziegenhain bekam.  Eine Anzahl von Detailfragen blieben jedoch ungeklärt, insbesondere bezüglich der genauen Grenzziehung und verschiedener Hoheitsrechte.  Eine endgültige Klärung dieser Fragen wurde für vier Jahre bis 1464 aufgeschoben.
Der dann erneut aufbrechende Streit konnte trotz wiederholter Verhandlungen und Schlichtungsversuche nicht beigelegt werden und gipfelte schließlich 1469 in offenem Krieg, in dem Kurmainz die Seite Heinrichs ergriff. Ludwig hatte, wohl auch durch seine Anwerbung böhmischer Söldner, allerdings die militärisch stärkere Hand.  Seine Truppen und Verbündeten brannten Borken und Schwarzenborn nieder, zerstörten, nach langer Belagerung, die mainzische Burg Jesberg und die zu diesem Zeitpunkt in Heinrichs Besitz befindliche Burg Schönstein, und verwüsteten die Burg Hauneck. 
Erst danach gelang es dem Bruder der beiden Kontrahenten, Hermann, dem späteren Erzbischof von Köln, und den hessischen Landständen, eine Einigung herbeizuführen.  Wiederholte Verhandlungen, meist im Kloster Spieskappel bei Frielendorf, im Grenzgebiet zwischen den beiden Landesteilen, führten schließlich zum Erfolg, der auf einem Landtag der hessischen Landstände im Mai 1470 am Spießturm bei Spieskappel besiegelt wurde.
Schon 30 Jahre später, mit dem Tod von Heinrichs Sohn Wilhelm III., wurden die beiden Landesteile wieder vereint, in der Hand von Ludwigs Sohn Wilhelm II.